# حرقوص
الحرقوص مستحضر تجميل (زينة) وهو دهن يستعمل لرسم الحواجب. تباينت الآراء في جواز الوضوء لمن وضعت هذه المادة كونها حائل بين الماء والبشرة بخلاف الصبغة من قبيل الحناء.